# 2976 Lautaro
2976 Lautaro este un asteroid din centura principală, descoperit pe 22 aprilie 1974 de Carlos Torres.